# Hans Holbein den yngre
Hans Holbein den yngre (1497 i Augsburg – 1543 i London) var en tysk maler. 

## Basel
I faren, Hans Holbein den ældre, havde han en dygtig lærer; endnu før denne forlod han utilfreds sin fødeby, og i Basel, hvortil han kom 1515, udfoldede hans talent sig forbavsende frodigt og hurtigt. Allerede inden ankomsten til Basel havde han malet en Madonna (1514), nu i Basels Museum som så mange af Holbeins andre ungdomsværker. En bordplade, hvorpå han malede en kræmmer og nogle aber, der stjæler hans gods (Museet i Zürich), gjorde ham populær ved dets gode humør og malerisk illuderen (brevet og brillerne på bordet var lige til at tage på), egenskaber, hvorved han også ofte senere tog sine bysbørn med storm, som når han på en af sine billedudsmykninger af husfacader malede en malerpotte så grangivelig, så det så ud, som om den var glemt deroppe af maleren. 
Selv de mindste opgaver tog han op: skilte (det morsomme skoleholderskilt i Basels Museum), mønsterdragter, ekslibris, tegninger af alskens bohave, tegninger for træsnit til forskellige bøger, og ved denne sin virksomhed, som han holdt fast ved også i sine velmagtsdage, idet han som kongelig engelsk maler gav masser af tegninger til guldsmedearbejder, øvede Holbein en almendannende smagsindflydelse, der i betydning nok kunne sættes ved siden af de impulser, han også gav den "store" kunst. Hans nære forhold til bogtrykker Johann Froben blev ham til megen gavn, gav meget arbejde og knyttede ham til Erasmus af Rotterdam. 
En af hans tidligste succeser var således hans 82 med få, friske pennestrøg givne satiriske randbilleder til Erasmus’ værk Daarskabens Pris. Også i borgmester Jakob Meyer fik han en velmenende mæcen; for ham malede han 1516 de to udmærkede portrætter af ham selv og hustru (Museum i Basel, der også ejer de fuldt så betydelige forstudier dertil), og for ham udførte han ca. 10 år senere sit måske berømteste værk: Borgmester Meyers Madonna med den husmoderlige, hyggelige, hjertevindende Madonna og donatorfamilien knælende i inderlig, trohjertet andagt (den lykkelig restaurerede original i museum i Darmstadt; den ca. 100 år senere udmærkede kopi i Dresdens Galleri gjaldt længe for originalen). 
Nogle tarvelige kopier giver kun svage forestillinger om hans virksomhed ved facadeudsmykning og lignende under et ophold 1517 i Luzern. Næste år har han rimeligvis været i Italien; den sans for storladen stil og frigjorte former, der kendetegner Holbeins kunst i modsætning til de fleste andre samtidige tyske maleres, havde han vel alt fået vakt under barndomsindtrykkene i Augsburg ved dens livlige forbindelse med Italien; man mærker den f.eks. i hans forstående benyttelse af renæssancemotiver i billedernes arkitektur, i anvendelsen af antikke dragter, som synes en reminiscens fra Mantegnas træsnit, men et billede fra denne tid som det stærkt overmalede Nadver (Basels Museum) tyder på selvsyn af italiensk kunst (Leonardo da Vincis Den sidste nadver). 
Efter at Holbein 1519 var blevet optaget i malerlavet i Basel, malede han her det fortrinlige brystbillede af den lærde Boniface Amerbach (Basels Museum), der selv var en ivrig samler af Holbeins værker, og gav tegninger, ofte af stor linjeskønhed, til glasmalerier (f.eks. en passionssuite), smagfulde våbenbilleder og påbegyndte 1521 udsmykningen af den store rådhussal med billeder, hvis emner var borgerdyd, og hvis stof var hentet fra den antikke historie og Det Gamle Testamente (Charondas’ Offerdød, Zaleukos etc.), monumentalopgaver, som han, hvad de få rester af udkastene viser, har løst med stor kunstnerisk frihed og dramatisk kraft. 
Medens han var i lag med dette arbejde, malede han (1521) Kristus i Graven, en udmærket naturalistisk ligstudie (Basels Museum), og i det følgende femår var han sysselsat med større religiøse værker som: Madonna fra Solothurn (1522), med den skønne, sjælfulde gudsmoderskikkelse, to fløjbilleder med hellige (Karlsruhe Museum), den berømte, af sandrart i de højeste toner priste, nu ved overmaling skæmmede passionstavle (Basels Museum) i otte fremstillinger, prægede på en gang af dyb følelse og næsten italiensk skønhedsblik, alterfløjene i Freiburg im Breisgau med deres dygtige clairobscur-virkning samt de monokrome Smertensmand og Smertensmoder i Basels Museum omtrent fra samme tid som ovennævnte berømte meyerske Madonna er de to små, fine portrætter (Basels Museum) af Magdalena Offenburg (Lais Corinthiaca, Kærlighedsgudinden). 
Imidlertid trak det op til uvejr i Basel, billedstormen var i anmarch, og kunsterne frøs, som Erasmus udtrykte sig. Kendskabet til denne mand, som Holbein har skildret i flere portrætter (det lille mesterværk i Louvre, udmærkede forstudier i Basel; et portræt i engelsk privateje; fra senere tid det glimrende titelblad im Gehäuse foran Erasmus’ værker) bragte ham ud over vanskelighederne, idet Holbein på hans anbefaling til Thomas More efteråret 1526 rejste til England. 

## England
I London, hans fremtidige hjem, blev han ført mere og mere over mod portrætkunsten. Han malede selvportræt (engelsk privateje), en stor portrætgruppe af Thomas Mores familie (kun originalskitsen tilbage, Basels Museum), billeder af ærkebiskop Warham (Lambeth House og Louvre), biskop Stokesley (Windsor), hofastronomen Nicholas Kratzer (1528, Louvre), Th. Godsalve med søn (Dresdens Galleri) etc. 
Med hans stigende ry blev også interessen for ham varmere nede i Basel, hvor han opholdt sig 1528-31 og atter 1538; under det første ophold malede han det i dets jævnhed så ægte og usminkede portræt af sin kone og sine børn (Basels Museum), Melanchthon (1529, Museum i Hannover) samt for rådhussalen de nu forsvundne Rehabeam og Saul’s og Samuel’s Møde, som imidlertid to bevarede udkast giver høje tanker om; under det lille svip til Basel 1538, hvor Holbein kom "klædt i Fløjl og Silke", gjorde man alt for ved fordelagtige tilbud at holde på ham, og Holbein gav løfter for fremtiden, som dog de stærke bånd og de mange opgaver, der knyttede ham til England, hindrede ham i at indfri. 

## Portrætter
I England var Thomas More vel en falden storhed, men købmændene i Stahlhof i London gav ham nok at bestille, og fra begyndelse af 1530’erne skriver sig en række værdifulde holbeinske portrætter, især af tyske købmænd (Georg Gisze [1532, Museum i Berlin] etc.); desuden udførte Holbein omtrent på den tid de to store, nu kun gennem en skitse (Louvre) og småkopier bekendte vægbilleder, Rigdommens og Armodens Triumf for Hansa-Huset. 
1536 blev Holbein kongelig maler hos Henrik VIII; allerede denne konges ægteskabsprojekter gav Holbein adskilligt at tage vare på: hans portræt fra 1536 af Jane Seymour (Hofmuseet i Wien) er et af hans allerfineste; næste år udførte hen et gruppebillede af samme dronning, kongen og dennes forældre i Whitehall-slottet; selve fresken er gået til grunde, men de bevarede stykker kartons til billederne viser, at de bekendte oliebilleder af Henrik VIII, ikke af Holbein, kan føres tilbage til den her skabte type. 
Endnu samme år tog han under en tre timers seance en studietegning af dronningemnet Christine af Danmark, enkehertuginden af Milano (af det udmærkede portrætmaleri i Arundel Castle findes en moderne kopi i det nationalhistoriske museum i Frederiksborg), og 1539 malede han Anna af Cleve (Louvre), et billede, der ved sit hele pålidelighedspræg modsiger fabelen om, at Holbein ved at male hende for skøn skulle have forledet kongen til ægteskab, og i ethvert fald nød Holbein også efter den tid i fuldt mål kongens bevågenhed; endelig har Holbein i et miniaturbillede (Windsor) foreviget også Katharina Howards træk. 
Til de her lejlighedsvis omtalte portrætter må føjes som vigtige led i en historiske oversigt over Holbeins portrætkunst billeder som: Portræt af en ubekendt mand (1511, Darmstadt), det tidligste, man har af Holbeins hånd, Thomas More (privat eje, London), Sir Guildeford (1527, Windsor), den gamle mand i Pradomuseet i Madrid, Sir Tuke (München), hovedværket De to Gesandter (1533, kom 1892 fra Longford Castle til National Gallery), falkoneren Chesemann (Haag), Prins Edvard som barn (Hannover), Sir Southwell (1536, Uffizi), guldsmeden Moretto (Dresdens Galleri), der har udført mange pragtarbejder efter Holbeins tegning, og kongens gamle livlæge, J. Chamber, i Wiens Hofmuseum, som også ejer et udmærket billede af en ubekendt dame — denne portrætkunst, der i sit slags hører til verdens ypperste: så ærlig, uopstillet og objektiv, måske ikke loddende de største dybder, men træfsikker og jævn; dens pensel dvæler nænsomt og kærlig ved enkeltheder og giver ofte bitingene selvstændig malerisk værd (f.eks. i billedet af Gyze), men den glemmer ikke de store linjer, tegningens fine silhuetvirkning og sætter ofte lokalfarven op i brede, dekorative flader af stor harmonisk virkning (ofte blå baggrund). 
Hans ry som portrætkunstner skylder han dog allermest sine tegninger (sølvstift, tusk, rødkridt) med de sikre hårfine konturer, det lyslevende præg og udførte med en betagende lethed og overlegenhed; det er gerne studier i marken, idet Holbein udførte dem meget nøje efter levende model og på grundlag af dem atter udførte malerierne. Ca. 80 sådanne findes i Windsor Castle. På miniaturmaleriets område har Holbein ydet fremragende arbejder; han slutter sig nærmest til Lucas Horenbout.
Også i sine mange tegninger for træsnit (disse ofte skårne af Hans Lützelburger) har Holbein virket i høj grad befrugtende, allerede fordi han har stillet sig til tjeneste for tidens bærende reformatoriske og humanistiske tanker, men også fordi han er en fortæller af rang, der i knappe omrids giver just det centrale, således i de 91 blade til Det Gamle Testamente og i den berømte genremæssige dødedanscyklus. Dødedansmotivet har Holbein behandlet endnu tidligere, med stor dramatisk og dekorativ evne, på en dolkeskede samt i dødedansalfabetet. Af hans mange tegninger for kunstindustrielle formål kan mærkes udkastene til kaminen og uret (Britisk Museum) og til Seymour-Pokalen (Oxford).

## Værker
- Hans Holbein den yngre, Madonna fra Solothurn, 1522
- Jane Small, portrætminiature, ca. 1540. Gouache på vellum, Victoria and Albert Museum, London
- Hans Holbein den yngre, Købmanden Georg Gisze, 1532, Gemäldegalerie (Berlin)
- Hans Holbein den yngre, Ambassadørerne, 1533, National Gallery
 Maleriet indeholder en anamorfose

## Ældre litteratur fra Salmonsens
- Biografier af Hegner, 1827
- R.W. Wornum, London, 1867
- Alfred Woltmann, Holbein und seine Zeit, 2. udgave, 2 Bind, 1873—76
- Mantz, Paris, 1879
- Knackfuss, 4. oplag, 1902
- Gustaf Leithäuser, Hans Holbein der jüngere in seinem Verhältnisse zur Antike und zum Humanismus, Hamburg, 1886
- H. A. Schmid, Hans Holbein der Jüngere Entwicklung 1515—26, Basel, 1892
- Rudolf Kelterborn, Hans Holbein. Sitten- und Lebensbild aus der Reformationszeit, Zürich, 1898
- Pierre Gauthiez, Holbein, Paris, 1907
- Ganz, Hans Holbein, 1912
- Emmanuel Fougerat, Hans Holbein, Paris, 1914

## Reference
1. ↑  Paul Ganz, Die Handzeichnungen Hans Holbeins des Jungeren, 1910 ff.
2. ↑  Alexander Goette, Holbein’s Totentanz u. seine Vorbilder, Strassburg, 1897
3. ↑  Édouard His, Dessins d’ornements de hans Holbein, Paris, 1886